# Spytkowice (stacja kolejowa)
Spytkowice – stacja kolejowa w Spytkowicach, w województwie małopolskim, w powiecie wadowickim.

## Ruch pasażerski
| Rok  | Wymiana pasażerska na dobę |
| ---- | -------------------------- |
| 2017 | –                          |
| 2022 | 0-9                        |